# Listă de localități din raionul Sîngerei
Această listă conține satele și orașele din raionul Sîngerei, Republica Moldova.
| Denumire            | oraș / centru de comună / sat |
| ------------------- | ----------------------------- |
| Alexăndreni         | centru de comună              |
| Alexeuca            | sat în comuna Cotiujenii Mici |
| Antonovca           | sat în comuna Copăceni        |
| Bălășești           | centru de comună              |
| Bilicenii Noi       | centru de comună              |
| Bilicenii Vechi     | centru de comună              |
| Biruința            | oraș                          |
| Bobletici           | sat în comuna Coșcodeni       |
| Bocancea-Schit      | sat în comuna Dumbrăvița      |
| Brejeni             | sat în comuna Ciuciuieni      |
| Bursuceni           | centru de comună              |
| Chirileni           | sat în comuna Drăgănești      |
| Chișcăreni          | centru de comună              |
| Ciuciuieni          | centru de comună              |
| Clișcăuți           | sat în comuna Prepelița       |
| Coada Iazului       | sat în comuna Bilicenii Vechi |
| Copăceni            | centru de comună              |
| Coșcodeni           | centru de comună              |
| Cotiujenii Mici     | centru de comună              |
| Cotovca             | sat în comuna Dobrogea Veche  |
| Cozești             | sat în comuna Grigorăuca      |
| Cubolta             | centru de comună              |
| Dobrogea Nouă       | sat în comuna Dobrogea Veche  |
| Dobrogea Veche      | centru de comună              |
| Drăgănești          | centru de comună              |
| Dumbrăvița          | centru de comună              |
| Evghenievca         | sat în comuna Copăceni        |
| Flămînzeni          | sat în comuna Coșcodeni       |
| Gavrilovca          | sat în comuna Copăceni        |
| Grigorăuca          | centru de comună              |
| Grigorești          | sat în comuna Alexăndreni     |
| Gura-Oituz          | sat în comuna Cotiujenii Mici |
| Heciul Nou          | centru de comună              |
| Heciul Vechi        | sat în comuna Alexăndreni     |
| Iezărenii Noi       | sat în comuna Iezărenii Vechi |
| Iezărenii Vechi     | centru de comună              |
| Izvoare             | centru de comună              |
| Lipovanca           | sat în comuna Bilicenii Noi   |
| Mărășești           | sat în comuna Cubolta         |
| Mărinești           | sat în comuna Sîngereii Noi   |
| Mihailovca          | sat în comuna Prepelița       |
| Mîndreștii Noi      | sat în comuna Bilicenii Noi   |
| Nicolaevca          | sat în comuna Chișcăreni      |
| Octeabriscoe        | sat în comuna Țambula         |
| Pălăria             | sat în comuna Țambula         |
| Pepeni              | centru de comună              |
| Pepenii Noi         | sat în comuna Pepeni          |
| Petrovca            | sat în comuna Copăceni        |
| Petropavlovca       | sat în comuna Grigorăuca      |
| Prepelița           | centru de comună              |
| Rădoaia             | sat (comună)                  |
| Răzălăi             | sat în comuna Pepeni          |
| Romanovca           | sat în comuna Pepeni          |
| Sacarovca           | sat în comuna Drăgănești      |
| Sîngerei            | oraș, reședință de raion      |
| Sîngereii Noi       | centru de comună              |
| Slobozia-Chișcăreni | sat în comuna Chișcăreni      |
| Slobozia-Măgura     | sat în comuna Bursuceni       |
| Sloveanca           | sat în comuna Bălășești       |
| Șestaci             | sat în comuna Prepelița       |
| Tăura Nouă          | sat în comuna Tăura Veche     |
| Tăura Veche         | centru de comună              |
| Trifănești          | sat în comuna Heciul Nou      |
| Țambula             | centru de comună              |
| Țiplești            | sat în comuna Alexăndreni     |
| Țipletești          | sat în comuna Alexăndreni     |
| Valea lui Vlad      | sat în comuna Dumbrăvița      |
| Valea Norocului     | sat în comuna Izvoare         |
| Vladimireuca        | sat în comuna Copăceni        |
| Vrănești            | sat în Sîngerei               |